# Hexachrome
Hexachrome es un proceso de impresión de seis colores discontinuado diseñado por Pantone . Además de las tintas CMYK personalizadas, Hexachrome utiliza tintas naranjas y verdes para ampliar la gama de colores para una mejor reproducción del color. Por lo tanto, también se conoce como proceso CMYKOG.
Pantone dejó de utilizar Hexachrome en 2008 cuando Adobe Systems dejó de brindar soporte al software de complemento HexWare. Si bien los detalles de Hexachrome no eran secretos, su uso estaba limitado por marca registrada y patente a aquellos que obtenían una licencia de Pantone. El inventor de Hexachrome es Richard Herbert, quien también es presidente de Pantone Inc. 

## Software
Para utilizar el proceso Hexachrome en un proceso de impresión digital, Pantone produjo un complemento para Adobe Photoshop que permitía al diseñador trabajar en un espacio de color RGB más típico del trabajo informático.  El complemento se llamaba HexWare y contenía un conjunto de complementos de Adobe utilizados por impresoras y diseñadores que utilizaban el sistema Hexachrome.  Las versiones anteriores de QuarkXPress y Adobe InDesign también venían con el sistema Hexachrome ya instalado y habilitado. 

## Objetivo
El objetivo principal de Hexachrome era crear un sistema de tinta de impresión que pudiera representar imágenes más brillantes y claras al ser capaz de producir colores más precisos.  El uso de este sistema en lugar del sistema de tinta CMYK también permitió imprimir tonos de piel y pasteles más precisos.  El sistema Hexachrome permitió a los usuarios imprimir imágenes desde pantallas de computadora que antes no era posible duplicar con precisión.  Además de producir una reproducción de fotografías en color más precisa que los sistemas anteriores, Hexachrome también aumentó la eficiencia, ya que pudo igualar muchos más colores directos Pantone.  Los diseñadores especificaban los colores directos Pantone al diseñar logotipos, pero muchos de los colores Pantone no se podían producir utilizando el sistema de color CMYK, lo que requería pasadas adicionales en la prensa para cada color Pantone, lo que aumentaba los costos de impresión. Al utilizar el sistema Hexachrome, se puede imprimir una gama más amplia de colores personalizados en la misma pasada que las imágenes fotográficas en color. 

## Usuarios
Hexachrome fue utilizado por empresas de software como Aldus Corporation, Adobe Systems y Quark y fabricantes de impresoras como HP, Epson y Xerox. 